# Southern California Institute of Architecture
Das Southern California Institute of Architecture (kurz SCI-Arc; dt.: Südkalifornisches Institut für Architektur) wurde 1972 von Ray Kappe in Santa Monica gegründet und ist ein unabhängiges Lehrinstitut für Architektur. Es hat seinen Sitz seit 2001 im Arts District von Los Angeles im Santa Fe Freight Depot, einem 380 Meter langen ehemaligen Güterdepot der Eisenbahn, das unter Denkmalschutz steht, aber im Innern vollständig umgebaut wurde. Zuvor war es nacheinander in zwei anderen alten Industriegebäuden in Santa Monica (bis 1992) bzw. Marina del Rey untergebracht, die jeweils den Bedürfnisse der Lehre entsprechend umgestaltet wurden.

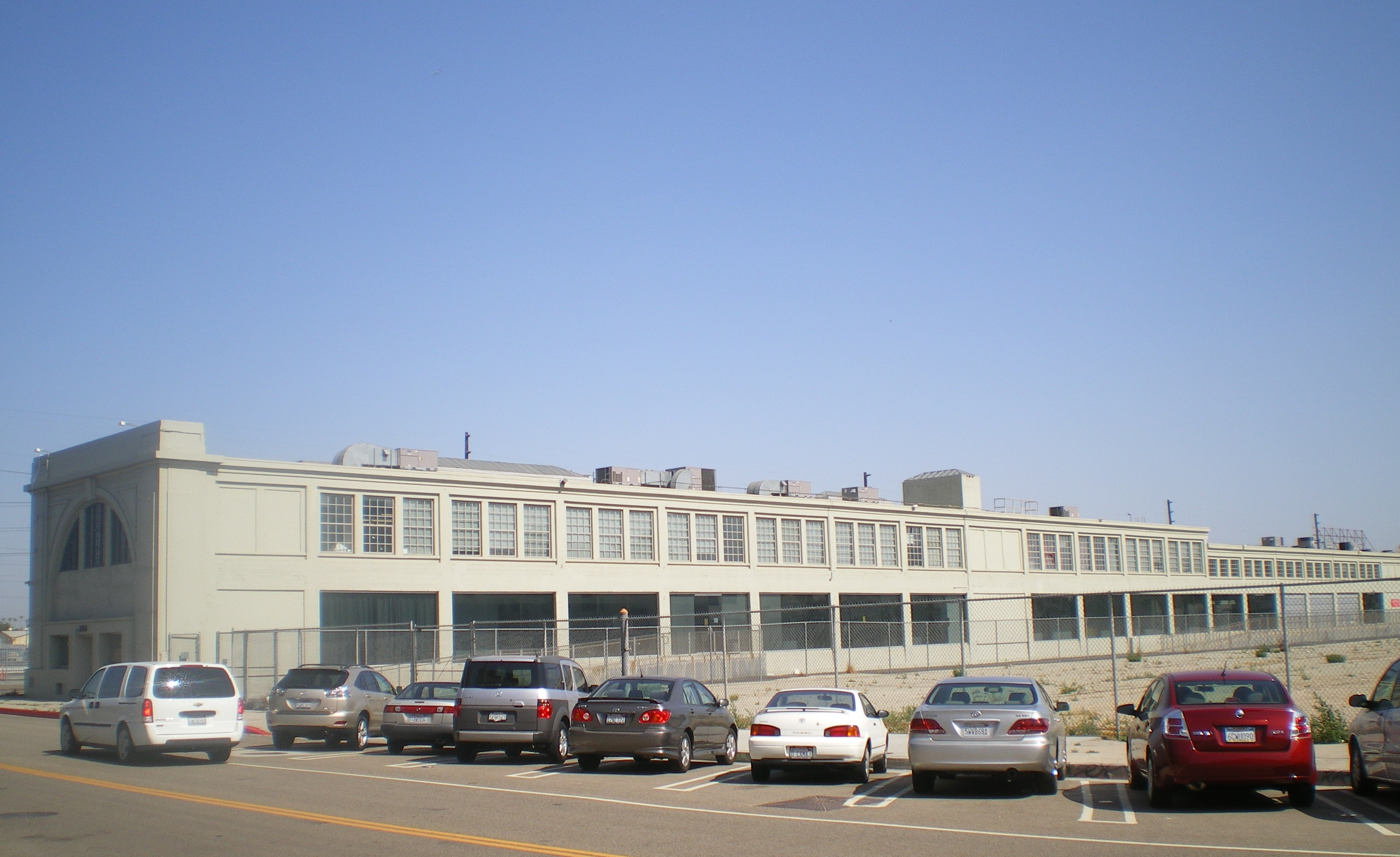
Der SCI-Arc-Campus im Santa Fe Freight Depot

Das Institut, zu dessen Lehrkörper anfangs Thom Mayne gehörte, bietet Studiengänge für den B.A.- und M.Arch.-Abschluss an. SCI-Arc ist eine der US-amerikanischen Architekturakademien, die einen weltweit positiven Ruf für die Qualität ihrer Ausbildung genießt.